# Асикатинська селищна адміністрація
Асика́тинська селищна адміністрація (каз. Асықата кенттік әкімдігі, рос. Асыкатинская поселковая администрация) — адміністративна одиниця у складі Жетисайського району Туркестанської області Казахстану. Адміністративний центр та єдиний населений пункт — селище Асиката.
Населення — 14245 осіб (2021; 11102 у 2009, 10682 у 1999, 9420 у 1989).
2023 року до складу Асикатинської селищної адміністрації передано 3,36 км² Интимацького сільського округу.